# Bellwether
Un bellwether és una paraula anglesa per a indicar qualsevol entitat en un àmbit donat que serveix per crear o influir en les tendències o presagiar esdeveniments futurs. Deriva de la paraula bellewether que significa «esqueller», el cap de bestiar que porta l'esquella i serveix de guia al ramat. Els moviments del ramat es podien intuir en escoltar la campana, fins i tot abans que el ramat estigués a la vista. En sociologia, el terme s'aplica en el sentit actiu a una persona o grup de persones que tendeixen a crear, influència o establir tendències.

## Política
En política, el terme s'aplica sovint en el sentit de descriure una regió geogràfica on les tendències polítiques coincideixen amb els microcosmos d'una zona més àmplia, de manera que el resultat d'una elecció en la primera regió podria predir el resultat final en la segona. En una elecció com les eleccions britàniques, per exemple, el resultat en un districte electoral, el control del qual tendeix a canviar amb freqüència, podria reflectir en la seva votació popular el resultat en una escala nacional.

### Austràlia
A les eleccions federals australianes, la divisió electoral de Eden-Monaro a Nova Gal·les del Sud ha triat al seu diputat al parlament en consonància amb el partit que assoleix el govern en cada elecció federal des de 1972. La Divisió de Robertson a Nova Gal·les del Sud ha votat pel partit que guanya el govern en cada elecció federal des de 1983. La Divisió de Lindsay a Nova Gal·les del Sud, i la Divisió de Makin al sud d'Austràlia han triat als seus membres del parlament del partit que ha guanyat el govern en cada elecció federal des de la seva creació el 1984. No obstant això, en termes de vot a nivell nacional de dos partits Eden-Monaro, Lindsay, Robertson i Makin s'han rebel·lat contra la tendència general referent en el passat votant liberal en l'elecció federal de 1998. L'estat de Nova Gal·les del Sud també podria ser considerat un bellwheter, ja que el partit que ha guanyat la majoria de la Cambra de Representants dels seients en l'estat ha obtingut el càrrec de primer ministre en totes les eleccions des de 1963.

### Brasil
En les eleccions presidencials del Brasil, els estats de Mines Gerais i Pará han tingut el mateix guanyador que el guanyador final en la darrera volta de les eleccions des de 1955 fins al 2010. Tocantins, des de la seva creació el 1988, sempre ha tingut el candidat presidencial guanyador com a candidat més votat a l'estat.

### Canadà
Les províncies canadenques d'Ontario i Sarnia-Lambton han votat pel partit guanyador en cada inici d'elecció federal des de 1963.

### França
Des que el President de la República Francesa és triat per vot popular, el 1965 i fins al 2012, cinc departaments sempre han votat el candidat elegit en la segona ronda: Ardecha, Calvados, Charente Marítim, Indre i Loira i el Loira. Per contra, cap regió es podria considerarv Bellwheter.

### Espanya
Des que la democràcia va ser restaurada el 1977 fins a les eleccions del 2011, quatre províncies o circumscripcions electorals sempre han votat pel partit guanyador (Àlaba, Terol, Saragossa i Osca) així com una Comunitat Autònoma, Aragó

### Suècia
A Suècia, els resultats electorals a Karlstad són els que més s'aproximen als resultats nacionals, un fet destacat sovint pels mitjans de comunicació a través de sondeigs que mostren les intencions de vot a la zona.

### Regne Unit
Les eleccions britàniques han estat objecte de revisions freqüents des de finals de 1960, en especial a la Cambra dels Comuns. Pocs districtes electorals s'han modificat a partir d'un procés electoral a un altre. Per tant, els referents de veritablement estranys. Al Regne Unit, el districte electoral de Dartford ha reflectit el resultat global en cada elecció general des de 1964 i la circumscripció de Basildon ha reflectit cada resultat des de la seva creació el 1974. Gravesham i el seu predecessor Gravesend han coincidit el seu guanyador amb el del partit guanyador o el que té el major percentatge de vots en cada elecció des de la Primera Guerra Mundial, amb l'excepció del 2005, quan van votar conservador i van guanyar els laboristes. Bristol North West també es considera una mena de bellwheter, ja que en nombroses ocasions també han predit el guanyador. Luton South i els seus predecessors d'Orient Luton i Luton han elegit un diputat del partit guanyador en cada elecció general des de 1951 fins al 2010.

#### Parlament escocès
En les eleccions escoceses de 1999, 2003 i 2007, les circumscripcions de Cunninghame North, West Dundee, Edimburg i Orient Musselburgh, Central Fife, Govan Glasgow, Kilmarnock i Loudoun, Livingston, Stirling, Western Isles han elegit diputat del partit que va guanyar la pluralitat d'escons a les eleccions generals. Arran dels canvis de límits per a l'elecció de 2011, els districtes electorals successors han mantingut aquesta tendència.

### Estats Units
Als Estats Units, Nevada ha produït el mateix resultat que els resultats nacionals en totes les eleccions presidencials de 1912, excepte el 1976, de manera que ha votat pel guanyador el 96,2% de les vegades. Ohio té una taxa de coincidència de 93,3%. Missouri, també havia estat considerat un estat predictor per ha errat les 3 darreres eleccions.
A més, els resultats al Territori de Guam sempre han predit, des de 1984, el guanyador de les eleccions presidencials. Val a dir, que Guam no té vots al col·legi electoral que escull el president dels Estats Units, però fa una votació popular el dia de les eleccions que no té repercussió en el procés electoral. Des de 1996 a 2012, Ohio també ha predit el resultat en vot popular amb un marge d'error d'1,85%.

#### Altres prediccions
La regla Redskins és la coincidència que persegueix aquest equip de la National Football League d'ençà que va arribar a la zona de Washington, DC l'any 1937 fins a l'any 2000. Si les eleccions presidencials es dirimeixen entre un president que opta a un segon mandat i un altre candidat, l'últim partit a casa Redskins abans de la jornada electoral determina amb precisió qui assolirà la Casa Blanca en funció de si guanyen o perden. Si els Redskins guanyen el president que opta a la reelecció guanya, si perden guanya el candidat aspirant. La norma ha fallat el 2004 amb George W.Bush i el 2012 amb Barack Obama.

## Mercat de valors
Al mercat borsari, un referent (baròmetre de mercat al Regne Unit) és el balanç d'una empresa que és considerat com un líder en la seva indústria donada. El rendiment de l'acció es diu que reflecteix el comportament de la indústria en general. Aquestes JPMorgan Chase és un exemple d'una acció referent com un dels referents bancàris més importants dels Estats Units, que estableix el to per a la resta de la indústria. JPMorgan Chase també té contractes amb empreses d'altres sectors de manera que el seu rendiment es reflecteix en altres sectors del mercat.